# لويد جون أوغيلفي
لويد جون أوغيلفي (بالإنجليزية: Lloyd John Ogilvie)‏ هو قسيس أمريكي، ولد في 2 سبتمبر 1930، وتوفي في 5 يونيو 2019.